# Plebejus bactreana
Plebejus bactreana är en fjärilsart som beskrevs av Gr.-grsh 1890. Plebejus bactreana ingår i släktet Plebejus och familjen juvelvingar. Inga underarter finns listade i Catalogue of Life.